# 江忠源墓
江忠源墓，位于中国湖南省新宁县，是晚清原安徽巡抚、兵部侍郎江忠源的墓葬。

## 历史沿革
清咸丰三年（1854年），江忠源战死于庐州，清廷赠总督，入祀京师昭忠祠，谥忠烈，于湖南、江西建专祠，在武昌与罗泽南合祀三忠祠。后葬于原籍（新宁县崀山乡石田村凤形山）。
1958年，江忠源墓除封土外被尽毁。
1988年，江忠源墓被列为县级文物保护单位。

## 墓葬规制
墓葬原有拜台、石供桌、石像生和曾国藩撰文的神道碑等。今仅存高1.5米、长4米、宽3.3米的封土堆。